# Sorex sinalis
Sorex sinalis — вид роду мідиць (Sorex) родини мідицевих.

## Поширення
Країни поширення: Китай (Ганьсу, Шеньсі, Сичуань). Займає висоти від 2700–3000 м над рівнем моря. Цей вид зустрічається в скелястих мохових гірських районах проживання.

## Загрози та охорона
Загрози цьому виду невідомі. Цей вид зустрічається в Національний Заповіднику Цзючжайгоу і може бути присутнім в інших охоронних територіях.